# RS-530
RS-530 или EIA-530 — это стандарт сбалансированной последовательной передачи данных, обычно используемый с 25-контактными разъёмами.
Спецификация определяет кабель между оконечным оборудованием и оконечным оборудованием линии связи. Этот стандарт предназначен для использования в сочетании с EIA-422 и EIA-423, которые определяют характеристики электрической сигнализации. Поскольку EIA-530 требуется разъём больше, чем с 25 контактами, то он был заменён аналогичным EIA-449, который также использует EIA-422/423, но крупнее и имеет 37-контактный разъём.
Различают два вида EIA-530: I категории, которая использует сбалансированные характеристики EIA-422, и II категории, которая является несбалансированным EIA-423.